# NBA 2007./08.
NBA 2007./08. bila je 62. sezona američko-kanadske profesionalne košarkaške lige. Regularna sezona je započela 30. listopada 2007. i, nakon 1,230 odigranih utakmica, završila 16. travnja 2008. Doigravanje je započelo tri dana kasnije, a pobjedu u NBA finalu odnijeli su Boston Celticsi ukupnim rezultatom serije 4-2. Prvi izbor drafta, od strane Portland Trail Blazersa, bio je Greg Oden, ali zbog ozljede koljena, propustio je cijelu sezonu. Nagradu za novaka godine osvojio je, drugi izbor drafta, Kevin Durant dok je Kobe Bryant osvojio nagradu za najkorisnijeg igrača lige, a Paul Pierce nagradu za najkorisnijeg igrača NBA finala.

## Poredak

### Konferencijski
| Pozicija | Istočna konferencija  | Istočna konferencija | Istočna konferencija    | Zapadna konferencija   | Zapadna konferencija | Zapadna konferencija    |
| Pozicija | Klub                  | Omjer                | Uta. zaostao za vodećim | Klub                   | Omjer                | Uta. zaostao za vodećim |
| -------- | --------------------- | -------------------- | ----------------------- | ---------------------- | -------------------- | ----------------------- |
| 1.       | z-Boston Celtics      | 66–16                | —                       | c-Los Angeles Lakers   | 57-25                | —                       |
| 2.       | y-Detroit Pistons     | 59-23                | 7                       | y-New Orleans Hornets  | 56-26                | 1                       |
| 3.       | y-Orlando Magic       | 52-30                | 14                      | x-San Antonio Spurs    | 56-26                | 1                       |
| 4.       | x-Cleveland Cavaliers | 45–37                | 21                      | y-Utah Jazz            | 54–28                | 3                       |
| 5.       | x-Washington Wizards  | 43–39                | 23                      | x-Houston Rockets      | 55-27                | 2                       |
| 6.       | x-Toronto Raptors     | 41–41                | 25                      | x-Phoenix Suns         | 55-27                | 2                       |
| 7.       | x-Philadelphia 76ers  | 40-42                | 26                      | x-Dallas Mavericks     | 51-31                | 6                       |
| 8.       | x-Atlanta Hawks       | 37-45                | 29                      | x-Denver Nuggets       | 50-32                | 7                       |
| 9.       | Indiana Pacers        | 36–46                | 30                      | Golden State Warriors  | 48-34                | 9                       |
| 10.      | New Jersey Nets       | 34-48                | 32                      | Portland Trail Blazers | 41-41                | 14                      |
| 11.      | Chicago Bulls         | 33-49                | 33                      | Sacramento Kings       | 38-44                | 19                      |
| 12.      | Charlotte Bobcats     | 32-50                | 34                      | Los Angeles Clippers   | 23-59                | 34                      |
| 13.      | Milwaukee Bucks       | 26-56                | 40                      | Minnesota Timberwolves | 22-60                | 35                      |
| 14.      | New York Knicks       | 23-59                | 43                      | Memphis Grizzlies      | 22-60                | 35                      |
| 15.      | Miami Heat            | 15-67                | 51                      | Seattle SuperSonics    | 20-62                | 37                      |

| Pozicija | Istočna konferencija  | Istočna konferencija | Istočna konferencija    | Zapadna konferencija   | Zapadna konferencija | Zapadna konferencija    |
| Pozicija | Klub                  | Omjer                | Uta. zaostao za vodećim | Klub                   | Omjer                | Uta. zaostao za vodećim |
| -------- | --------------------- | -------------------- | ----------------------- | ---------------------- | -------------------- | ----------------------- |
| 1.       | z-Boston Celtics      | 66–16                | —                       | c-Los Angeles Lakers   | 57-25                | —                       |
| 2.       | y-Detroit Pistons     | 59-23                | 7                       | y-New Orleans Hornets  | 56-26                | 1                       |
| 3.       | y-Orlando Magic       | 52-30                | 14                      | x-San Antonio Spurs    | 56-26                | 1                       |
| 4.       | x-Cleveland Cavaliers | 45–37                | 21                      | y-Utah Jazz            | 54–28                | 3                       |
| 5.       | x-Washington Wizards  | 43–39                | 23                      | x-Houston Rockets      | 55-27                | 2                       |
| 6.       | x-Toronto Raptors     | 41–41                | 25                      | x-Phoenix Suns         | 55-27                | 2                       |
| 7.       | x-Philadelphia 76ers  | 40-42                | 26                      | x-Dallas Mavericks     | 51-31                | 6                       |
| 8.       | x-Atlanta Hawks       | 37-45                | 29                      | x-Denver Nuggets       | 50-32                | 7                       |
| 9.       | Indiana Pacers        | 36–46                | 30                      | Golden State Warriors  | 48-34                | 9                       |
| 10.      | New Jersey Nets       | 34-48                | 32                      | Portland Trail Blazers | 41-41                | 14                      |
| 11.      | Chicago Bulls         | 33-49                | 33                      | Sacramento Kings       | 38-44                | 19                      |
| 12.      | Charlotte Bobcats     | 32-50                | 34                      | Los Angeles Clippers   | 23-59                | 34                      |
| 13.      | Milwaukee Bucks       | 26-56                | 40                      | Minnesota Timberwolves | 22-60                | 35                      |
| 14.      | New York Knicks       | 23-59                | 43                      | Memphis Grizzlies      | 22-60                | 35                      |
| 15.      | Miami Heat            | 15-67                | 51                      | Seattle SuperSonics    | 20-62                | 37                      |

### Divizijski
| Atlantska divizija   | Odigrane utakmice | Pobjeda | Poraza | Postotak pobjeda | Omjer na domaćem terenu | Omjer na gostujućem terenu | Uta. zaostao za vodećim |
| -------------------- | ----------------- | ------- | ------ | ---------------- | ----------------------- | -------------------------- | ----------------------- |
| z-Boston Celtics     | 82                | 66      | 16     | .805             | 35–6                    | 31–10                      | —                       |
| x-Toronto Raptors    | 82                | 41      | 41     | .500             | 25–16                   | 16-25                      | 25.0                    |
| x-Philadelphia 76ers | 82                | 40      | 42     | .488             | 22–19                   | 18–23                      | 26.0                    |
| New Jersey Nets      | 82                | 34      | 48     | .415             | 21–20                   | 13–28                      | 32.0                    |
| New York Knicks      | 82                | 23      | 59     | .280             | 15–26                   | 8–33                       | 43.0                    |

| Centralna divizija    | Odigrane utakmice | Pobjeda | Poraza | Postotak pobjeda | Omjer na domaćem terenu | Omjer na gostujućem terenu | Uta. zaostao za vodećim |
| --------------------- | ----------------- | ------- | ------ | ---------------- | ----------------------- | -------------------------- | ----------------------- |
| y-Detroit Pistons     | 82                | 59      | 23     | .720             | 33–7                    | 25–16                      | —                       |
| x-Cleveland Cavaliers | 82                | 45      | 37     | .549             | 27–14                   | 17–23                      | 14.0                    |
| Indiana Pacers        | 82                | 36      | 46     | .439             | 21–20                   | 15–25                      | 23.0                    |
| Chicago Bulls         | 82                | 33      | 49     | .402             | 20–21                   | 12–28                      | 26.0                    |
| Milwaukee Bucks       | 82                | 26      | 56     | .317             | 19–21                   | 7–34                       | 33.0                    |

| Jugoistočna divizija | Odigrane utakmice | Pobjeda | Poraza | Postotak pobjeda | Omjer na domaćem terenu | Omjer na gostujućem terenu | Uta. zaostao za vodećim |
| -------------------- | ----------------- | ------- | ------ | ---------------- | ----------------------- | -------------------------- | ----------------------- |
| y-Orlando Magic      | 82                | 52      | 30     | .634             | 25–16                   | 27–14                      | —                       |
| x-Washington Wizards | 82                | 43      | 39     | .524             | 25–16                   | 18–23                      | 9.0                     |
| x-Atlanta Hawks      | 82                | 37      | 45     | .451             | 25–16                   | 12–29                      | 15.0                    |
| Charlotte Bobcats    | 82                | 32      | 50     | .390             | 21–20                   | 11–30                      | 20.0                    |
| Miami Heat           | 82                | 15      | 67     | .183             | 9–32                    | 6–35                       | 37.0                    |

| Sjeverozapadna divizija | Odigrane utakmice | Pobjeda | Poraza | Postotak pobjeda | Omjer na domaćem terenu | Omjer na gostujućem terenu | Uta. zaostao za vodećim |
| ----------------------- | ----------------- | ------- | ------ | ---------------- | ----------------------- | -------------------------- | ----------------------- |
| y-Utah Jazz             | 82                | 54      | 28     | .659             | 37–4                    | 17–24                      | —                       |
| x-Denver Nuggets        | 82                | 50      | 32     | .610             | 33–8                    | 17–24                      | 4.0                     |
| Portland Trail Blazers  | 82                | 41      | 41     | .500             | 28–13                   | 13–28                      | 13.0                    |
| Minnesota Timberwolves  | 82                | 22      | 60     | .268             | 15–26                   | 7–34                       | 32.0                    |
| Seattle SuperSonics     | 82                | 20      | 62     | .244             | 13–28                   | 7–34                       | 34.0                    |

| Pacifička divizija    | Odigrane utakmice | Pobjeda | Poraza | Postotak pobjeda | Omjer na domaćem terenu | Omjer na gostujućem terenu | Uta. zaostao za vodećim |
| --------------------- | ----------------- | ------- | ------ | ---------------- | ----------------------- | -------------------------- | ----------------------- |
| c-Los Angeles Lakers  | 82                | 57      | 25     | .695             | 30–11                   | 27–14                      | —                       |
| x-Phoenix Suns        | 82                | 55      | 27     | .671             | 30–11                   | 25–16                      | 2.0                     |
| Golden State Warriors | 82                | 48      | 34     | .585             | 27–14                   | 21–20                      | 9.0                     |
| Sacramento Kings      | 82                | 38      | 44     | .463             | 26–15                   | 12–29                      | 19.0                    |
| Los Angeles Clippers  | 82                | 23      | 59     | .284             | 13–28                   | 10–31                      | 34.0                    |

| Jugozapadna divizija  | Odigrane utakmice | Pobjeda | Poraza | Postotak pobjeda | Omjer na domaćem terenu | Omjer na gostujućem terenu | Uta. zaostao za vodećim |
| --------------------- | ----------------- | ------- | ------ | ---------------- | ----------------------- | -------------------------- | ----------------------- |
| y-New Orleans Hornets | 82                | 56      | 26     | .683             | 30–11                   | 26–15                      | —                       |
| x-San Antonio Spurs   | 82                | 56      | 26     | .683             | 34–7                    | 22–19                      | —                       |
| x-Houston Rockets     | 82                | 55      | 27     | .671             | 31–10                   | 24–17                      | 1.0                     |
| x-Dallas Mavericks    | 82                | 51      | 31     | .622             | 34–7                    | 17–24                      | 5.0                     |
| Memphis Grizzlies     | 82                | 22      | 60     | .268             | 14–27                   | 8–33                       | 34.0                    |

| Atlantska divizija   | Odigrane utakmice | Pobjeda | Poraza | Postotak pobjeda | Omjer na domaćem terenu | Omjer na gostujućem terenu | Uta. zaostao za vodećim |
| -------------------- | ----------------- | ------- | ------ | ---------------- | ----------------------- | -------------------------- | ----------------------- |
| z-Boston Celtics     | 82                | 66      | 16     | .805             | 35–6                    | 31–10                      | —                       |
| x-Toronto Raptors    | 82                | 41      | 41     | .500             | 25–16                   | 16-25                      | 25.0                    |
| x-Philadelphia 76ers | 82                | 40      | 42     | .488             | 22–19                   | 18–23                      | 26.0                    |
| New Jersey Nets      | 82                | 34      | 48     | .415             | 21–20                   | 13–28                      | 32.0                    |
| New York Knicks      | 82                | 23      | 59     | .280             | 15–26                   | 8–33                       | 43.0                    |

| Centralna divizija    | Odigrane utakmice | Pobjeda | Poraza | Postotak pobjeda | Omjer na domaćem terenu | Omjer na gostujućem terenu | Uta. zaostao za vodećim |
| --------------------- | ----------------- | ------- | ------ | ---------------- | ----------------------- | -------------------------- | ----------------------- |
| y-Detroit Pistons     | 82                | 59      | 23     | .720             | 33–7                    | 25–16                      | —                       |
| x-Cleveland Cavaliers | 82                | 45      | 37     | .549             | 27–14                   | 17–23                      | 14.0                    |
| Indiana Pacers        | 82                | 36      | 46     | .439             | 21–20                   | 15–25                      | 23.0                    |
| Chicago Bulls         | 82                | 33      | 49     | .402             | 20–21                   | 12–28                      | 26.0                    |
| Milwaukee Bucks       | 82                | 26      | 56     | .317             | 19–21                   | 7–34                       | 33.0                    |

| Jugoistočna divizija | Odigrane utakmice | Pobjeda | Poraza | Postotak pobjeda | Omjer na domaćem terenu | Omjer na gostujućem terenu | Uta. zaostao za vodećim |
| -------------------- | ----------------- | ------- | ------ | ---------------- | ----------------------- | -------------------------- | ----------------------- |
| y-Orlando Magic      | 82                | 52      | 30     | .634             | 25–16                   | 27–14                      | —                       |
| x-Washington Wizards | 82                | 43      | 39     | .524             | 25–16                   | 18–23                      | 9.0                     |
| x-Atlanta Hawks      | 82                | 37      | 45     | .451             | 25–16                   | 12–29                      | 15.0                    |
| Charlotte Bobcats    | 82                | 32      | 50     | .390             | 21–20                   | 11–30                      | 20.0                    |
| Miami Heat           | 82                | 15      | 67     | .183             | 9–32                    | 6–35                       | 37.0                    |

| Sjeverozapadna divizija | Odigrane utakmice | Pobjeda | Poraza | Postotak pobjeda | Omjer na domaćem terenu | Omjer na gostujućem terenu | Uta. zaostao za vodećim |
| ----------------------- | ----------------- | ------- | ------ | ---------------- | ----------------------- | -------------------------- | ----------------------- |
| y-Utah Jazz             | 82                | 54      | 28     | .659             | 37–4                    | 17–24                      | —                       |
| x-Denver Nuggets        | 82                | 50      | 32     | .610             | 33–8                    | 17–24                      | 4.0                     |
| Portland Trail Blazers  | 82                | 41      | 41     | .500             | 28–13                   | 13–28                      | 13.0                    |
| Minnesota Timberwolves  | 82                | 22      | 60     | .268             | 15–26                   | 7–34                       | 32.0                    |
| Seattle SuperSonics     | 82                | 20      | 62     | .244             | 13–28                   | 7–34                       | 34.0                    |

| Pacifička divizija    | Odigrane utakmice | Pobjeda | Poraza | Postotak pobjeda | Omjer na domaćem terenu | Omjer na gostujućem terenu | Uta. zaostao za vodećim |
| --------------------- | ----------------- | ------- | ------ | ---------------- | ----------------------- | -------------------------- | ----------------------- |
| c-Los Angeles Lakers  | 82                | 57      | 25     | .695             | 30–11                   | 27–14                      | —                       |
| x-Phoenix Suns        | 82                | 55      | 27     | .671             | 30–11                   | 25–16                      | 2.0                     |
| Golden State Warriors | 82                | 48      | 34     | .585             | 27–14                   | 21–20                      | 9.0                     |
| Sacramento Kings      | 82                | 38      | 44     | .463             | 26–15                   | 12–29                      | 19.0                    |
| Los Angeles Clippers  | 82                | 23      | 59     | .284             | 13–28                   | 10–31                      | 34.0                    |

| Jugozapadna divizija  | Odigrane utakmice | Pobjeda | Poraza | Postotak pobjeda | Omjer na domaćem terenu | Omjer na gostujućem terenu | Uta. zaostao za vodećim |
| --------------------- | ----------------- | ------- | ------ | ---------------- | ----------------------- | -------------------------- | ----------------------- |
| y-New Orleans Hornets | 82                | 56      | 26     | .683             | 30–11                   | 26–15                      | —                       |
| x-San Antonio Spurs   | 82                | 56      | 26     | .683             | 34–7                    | 22–19                      | —                       |
| x-Houston Rockets     | 82                | 55      | 27     | .671             | 31–10                   | 24–17                      | 1.0                     |
| x-Dallas Mavericks    | 82                | 51      | 31     | .622             | 34–7                    | 17–24                      | 5.0                     |
| Memphis Grizzlies     | 82                | 22      | 60     | .268             | 14–27                   | 8–33                       | 34.0                    |

Napomene 

x - ostvaren ulazak u doigravanje

y - ostvaren divizijski naslov

c - ostvarena prednost domaćeg terena tijekom konferencijskog dijela doigravanja 

z - ostvarena prednost domaćeg terena tijekom cijelog doigravanja

## Doigravanje
Glavni:
- Boldano = pobjednik tog kruga
- Kurzivno = momčadi koje u tom krugu imaju prednost domaćeg terena
- * = divizijski prvak

|  | Prvi krug            | Prvi krug    | Prvi krug   |   |              | Konferencijsko polufinale | Konferencijsko polufinale | Konferencijsko polufinale |  |   | Konferencijsko finale | Konferencijsko finale | Konferencijsko finale |  |    | NBA finale | NBA finale | NBA finale |
|  |                      |              |             |   |              |                           |                           |                           |  |   |                       |                       |                       |  |    |            |            |            |
|  | 1                    | *Boston      | 4           |   |              |                           |                           |                           |  |   |                       |                       |                       |  |    |            |            |            |
|  | 8                    | Atlanta      | 3           |   |              |                           |                           |                           |  |   |                       |                       |                       |  |    |            |            |            |
|  | 8                    | Atlanta      | 3           |   | 1            | Boston                    | 4                         |                           |  |   |                       |                       |                       |  |    |            |            |            |
|  |                      |              |             |   | 1            | Boston                    | 4                         |                           |  |   |                       |                       |                       |  |    |            |            |            |
|  |                      | 4            | Cleveland   | 3 |              |                           |                           |                           |  |   |                       |                       |                       |  |    |            |            |            |
|  | 4                    | 4            | Cleveland   | 3 | Cleveland    | 4                         |                           |                           |  |   |                       |                       |                       |  |    |            |            |            |
|  | 4                    |              |             |   | Cleveland    | 4                         |                           |                           |  |   |                       |                       |                       |  |    |            |            |            |
|  | 5                    | Washington   | 2           |   |              |                           |                           |                           |  |   |                       |                       |                       |  |    |            |            |            |
|  | 5                    | Washington   | 2           |   |              |                           |                           |                           |  | 1 | Boston                | 4                     |                       |  |    |            |            |            |
|  | Istočna konferencija |              |             |   |              |                           |                           |                           |  | 1 | Boston                | 4                     |                       |  |    |            |            |            |
|  |                      | 2            | Detroit     | 2 |              |                           |                           |                           |  |   |                       |                       |                       |  |    |            |            |            |
|  | 3                    | 2            | Detroit     | 2 | *Orlando     | 4                         |                           |                           |  |   |                       |                       |                       |  |    |            |            |            |
|  | 3                    |              |             |   | *Orlando     | 4                         |                           |                           |  |   |                       |                       |                       |  |    |            |            |            |
|  | 6                    | Toronto      | 1           |   |              |                           |                           |                           |  |   |                       |                       |                       |  |    |            |            |            |
|  | 6                    | Toronto      | 1           |   | 3            | Orlando                   | 1                         |                           |  |   |                       |                       |                       |  |    |            |            |            |
|  |                      |              |             |   | 3            | Orlando                   | 1                         |                           |  |   |                       |                       |                       |  |    |            |            |            |
|  |                      | 2            | Detroit     | 4 |              |                           |                           |                           |  |   |                       |                       |                       |  |    |            |            |            |
|  | 2                    | 2            | Detroit     | 4 | *Detroit     | 4                         |                           |                           |  |   |                       |                       |                       |  |    |            |            |            |
|  | 2                    |              |             |   | *Detroit     | 4                         |                           |                           |  |   |                       |                       |                       |  |    |            |            |            |
|  | 7                    | Philadelphia | 2           |   |              |                           |                           |                           |  |   |                       |                       |                       |  |    |            |            |            |
|  | 7                    | Philadelphia | 2           |   |              |                           |                           |                           |  |   |                       |                       |                       |  | E1 | Boston     | 4          |            |
|  |                      |              |             |   |              |                           |                           |                           |  |   |                       |                       |                       |  | E1 | Boston     | 4          |            |
|  |                      | W1           | L.A. Lakers | 2 |              |                           |                           |                           |  |   |                       |                       |                       |  |    |            |            |            |
|  | 1                    | W1           | L.A. Lakers | 2 | *L.A. Lakers | 4                         |                           |                           |  |   |                       |                       |                       |  |    |            |            |            |
|  | 1                    |              |             |   | *L.A. Lakers | 4                         |                           |                           |  |   |                       |                       |                       |  |    |            |            |            |
|  | 8                    | Denver       | 0           |   |              |                           |                           |                           |  |   |                       |                       |                       |  |    |            |            |            |
|  | 8                    | Denver       | 0           |   | 1            | L.A. Lakers               | 4                         |                           |  |   |                       |                       |                       |  |    |            |            |            |
|  |                      |              |             |   | 1            | L.A. Lakers               | 4                         |                           |  |   |                       |                       |                       |  |    |            |            |            |
|  |                      | 4            | Utah        | 2 |              |                           |                           |                           |  |   |                       |                       |                       |  |    |            |            |            |
|  | 4                    | 4            | Utah        | 2 | *Utah        | 4                         |                           |                           |  |   |                       |                       |                       |  |    |            |            |            |
|  | 4                    |              |             |   | *Utah        | 4                         |                           |                           |  |   |                       |                       |                       |  |    |            |            |            |
|  | 5                    | Houston      | 2           |   |              |                           |                           |                           |  |   |                       |                       |                       |  |    |            |            |            |
|  | 5                    | Houston      | 2           |   |              |                           |                           |                           |  | 1 | L.A. Lakers           | 4                     |                       |  |    |            |            |            |
|  | Zapadna konferencija |              |             |   |              |                           |                           |                           |  | 1 | L.A. Lakers           | 4                     |                       |  |    |            |            |            |
|  |                      | 3            | San Antonio | 1 |              |                           |                           |                           |  |   |                       |                       |                       |  |    |            |            |            |
|  | 3                    | 3            | San Antonio | 1 | San Antonio  | 4                         |                           |                           |  |   |                       |                       |                       |  |    |            |            |            |
|  | 3                    |              |             |   | San Antonio  | 4                         |                           |                           |  |   |                       |                       |                       |  |    |            |            |            |
|  | 6                    | Phoenix      | 1           |   |              |                           |                           |                           |  |   |                       |                       |                       |  |    |            |            |            |
|  | 6                    | Phoenix      | 1           |   | 3            | San Antonio               | 4                         |                           |  |   |                       |                       |                       |  |    |            |            |            |
|  |                      |              |             |   | 3            | San Antonio               | 4                         |                           |  |   |                       |                       |                       |  |    |            |            |            |
|  |                      | 2            | New Orleans | 3 |              |                           |                           |                           |  |   |                       |                       |                       |  |    |            |            |            |
|  | 2                    | 2            | New Orleans | 3 | *New Orleans | 4                         |                           |                           |  |   |                       |                       |                       |  |    |            |            |            |
|  | 2                    |              |             |   | *New Orleans | 4                         |                           |                           |  |   |                       |                       |                       |  |    |            |            |            |
|  | 7                    | Dallas       | 1           |   |              |                           |                           |                           |  |   |                       |                       |                       |  |    |            |            |            |

## Statistike
| Kategorija                  | Igrač              | Klub                  | Statistika |
| --------------------------- | ------------------ | --------------------- | ---------- |
| Poena po utakmici           | LeBron James       | Cleveland Cavaliers   | 30.0       |
| Skokova po utakmici         | Dwight Howard      | Orlando Magic         | 14.2       |
| Asistencija po utakmici     | Chris Paul         | New Orleans Hornets   | 11.6       |
| Ukradenih lopti po utakmici | Chris Paul         | New Orleans Hornets   | 2.71       |
| Blokada po utakmici         | Marcus Camby       | Denver Nuggets        | 3.6        |
| Postotak postignutih poena  | Andris Biedriņš    | Golden State Warriors | .626       |
| Postotak postignutih trica  | Jason Kapono       | Toronto Raptors       | .483       |
| Postotak slobodnih bacanja  | Predrag Stojaković | New Orleans Hornets   | .929       |

## Nagrade

### Godišnje nagrade
- Najkorisniji igrač sezone : Kobe Bryant (Los Angeles Lakers)
- Obrambeni igrač sezone : Kevin Garnett (Boston Celtics)
- Novak sezone : Kevin Durant (Oklahoma City Thunder)
- Šesti igrač sezone : Manu Ginóbili (San Antonio Spurs)
- Igrač koji je najviše napredovao : Hedo Turkoglu (Orlando Magic)
- Trener sezone : Byron Scott (New Orleans Hornets)
- Izvršni direktor sezone : Danny Ainge (Boston Celtics)
- Športska osoba sezone : Grant Hill (Phoenix Suns)

| - All-NBA prva petorka - Kevin Garnett - LeBron James - Dwight Howard - Kobe Bryant - Chris Paul - All-Defensive prva petorka - Kevin Garnett - Tim Duncan - Marcus Camby - Kobe Bryant - Bruce Bowen - All-Rookie prva petorka - Al Horford - Kevin Durant - Luis Scola - Al Thornton - Jeff Green | - All-NBA druga petorka - Dirk Nowitzki - Tim Duncan - Amar'e Stoudemire - Steve Nash - Deron Williams - All-Defensive druga petorka - Tayshaun Prince - Shane Battier - Dwight Howard - Raja Bell - Chris Paul - All-Rookie druga petorka - Jamario Moon - Juan Carlos Navarro - Thaddeus Young - Rodney Stuckey - Carl Landry | - All-NBA treća petorka - Tracy McGrady - Paul Pierce - Yao Ming - Carlos Boozer - Manu Ginóbili |

### Igrači tjedna
| Tjedan                      | Istočna konferencija                 | Zapadna konferencija                    |
| --------------------------- | ------------------------------------ | --------------------------------------- |
| 30. listopada – 4. studenog | Danny Granger (Indiana Pacers)       | Tracy McGrady (Houston Rockets)         |
| 5. studenog – 11. studenog  | Kevin Garnett (Boston Celtics)       | Yao Ming (Houston Rockets)              |
| 12. studenog – 18. studenog | Dwight Howard (Orlando Magic)        | Allen Iverson (Denver Nuggets)          |
| 19. studenog – 25. studenog | LeBron James (Cleveland Cavaliers)   | Tony Parker (San Antonio Spurs)         |
| 26. studenog – 2. prosinca  | Dwight Howard (Orlando Magic)        | Stephen Jackson (Golden State Warriors) |
| 3. prosinca – 9. prosinca   | Josh Smith (Atlanta Hawks)           | Brandon Roy (Portland Trail Blazers)    |
| 10. prosinca – 16. prosinca | Paul Pierce (Boston Celtics)         | Brandon Roy (Portland Trail Blazers)    |
| 17. prosinca – 23. prosinca | Joe Johnson (Atlanta Hawks)          | Carmelo Anthony (Denver Nuggets)        |
| 24. prosinca – 30. prosinca | Paul Pierce (Boston Celtics)         | Chris Paul (New Orleans Hornets)        |
| 31. prosinca – 6. siječnja  | LeBron James (Cleveland Cavaliers)   | Allen Iverson (Denver Nuggets)          |
| 7. siječnja – 13. siječnja  | Chris Bosh (Toronto Raptors)         | Kobe Bryant (Los Angeles Lakers)        |
| 14. siječnja – 20. siječnja | Gerald Wallace (Charlotte Bobcats)   | Baron Davis (Golden State Warriors)     |
| 21. siječnja – 27. siječnja | Hedo Turkoglu (Orlando Magic)        | Al Jefferson (Minnesota Timberwolves)   |
| 28. siječnja – 3. veljače   | Hedo Turkoglu (Orlando Magic)        | Brad Miller (Sacramento Kings)          |
| 4. veljače – 10. veljače    | Andre Miller (Philadelphia 76ers)    | Amar'e Stoudemire (Phoenix Suns)        |
| 19. veljače – 24. veljače   | LeBron James (Cleveland Cavaliers)   | Manu Ginobili (San Antonio Spurs)       |
| 25. veljače – 2. ožujka     | Andre Miller (Philadelphia 76ers)    | Kobe Bryant (Los Angeles Lakers)        |
| 3. ožujka – 9. ožujka       | Jason Richardson (Charlotte Bobcats) | Tracy McGrady (Houston Rockets)         |
| 10. ožujka – 16. ožujka     | Antawn Jamison (Washington Wizards)  | Amar'e Stoudemire (Phoenix Suns)        |
| 17. ožujka – 23. ožujka     | Kevin Garnett (Boston Celtics)       | Chris Paul (New Orleans Hornets)        |
| 24. ožujka – 30. ožujka     | Jason Richardson (Charlotte Bobcats) | Carmelo Anthony (Denver Nuggets)        |
| 31. ožujka – 6. travnja     | Joe Johnson (Atlanta Hawks)          | Kobe Bryant (Los Angeles Lakers)        |
| 7. travnja – 13. travnja    | Kevin Garnett (Boston Celtics)       | Allen Iverson (Denver Nuggets)          |

### Igrači mjeseca
| Mjesec   | Istočna konferencija               | Zapadna konferencija             |
| -------- | ---------------------------------- | -------------------------------- |
| Studeni  | Dwight Howard (Orlando Magic)      | Carlos Boozer (Utah Jazz)        |
| Prosinac | Dwight Howard (Orlando Magic)      | Chris Paul (New Orleans Hornets) |
| Siječanj | LeBron James (Cleveland Cavaliers) | Yao Ming (Houston Rockets)       |
| Veljača  | LeBron James (Cleveland Cavaliers) | Kobe Bryant (Los Angeles Lakers) |
| Ožujak   | Joe Johnson (Atlanta Hawks)        | Chris Paul (New Orleans Hornets) |
| Travanj  | Hedo Turkoglu (Orlando Magic)      | Kobe Bryant (Los Angeles Lakers) |

### Novaci mjeseca
| Mjesec   | Istočna konferencija             | Zapadna konferencija               |
| -------- | -------------------------------- | ---------------------------------- |
| Studeni  | Al Horford (Atlanta Hawks)       | Kevin Durant (Seattle SuperSonics) |
| Prosinac | Yi Jianlian (Milwaukee Bucks)    | Kevin Durant (Seattle SuperSonics) |
| Siječanj | Jamario Moon (Toronto Raptors)   | Kevin Durant (Seattle SuperSonics) |
| Veljača  | Al Horford (Atlanta Hawks)       | Luis Scola (Houston Rockets)       |
| Ožujak   | Al Horford (Atlanta Hawks)       | Kevin Durant (Seattle SuperSonics) |
| Travanj  | Ramon Sessions (Milwaukee Bucks) | Kevin Durant (Seattle SuperSonics) |

### Treneri mjeseca
| Mjesec   | Istočna konferencija             | Zapadna konferencija                   |
| -------- | -------------------------------- | -------------------------------------- |
| Studeni  | Doc Rivers (Boston Celtics)      | Gregg Popovich (San Antonio Spurs)     |
| Prosinac | Flip Saunders (Detroit Pistons)  | Nate McMillan (Portland Trail Blazers) |
| Siječanj | Mike Brown (Cleveland Cavaliers) | Byron Scott (New Orleans Hornets)      |
| Veljača  | Flip Saunders (Detroit Pistons)  | Rick Adelman (Houston Rockets)         |
| Ožujak   | Doc Rivers (Boston Celtics)      | Jerry Sloan (Utah Jazz)                |
| Travanj  | Doc Rivers (Boston Celtics)      | Phil Jackson (Los Angeles Lakers)      |

## Vanjske poveznice
- NBA.com
- Prvi hrvatski NBA portal  Arhivirana inačica izvorne stranice od 27. travnja 2010. (Wayback Machine)